# 沙家坳乡
沙家坳乡是中国陕西省宝鸡市千阳县下辖的一个乡。

## 行政区划
沙家坳乡下辖以下行政区：
水泉村、闫家庵村、陈家槽村、马家岭村、史家坪村